# Pedro Bromfman
Pedro Bromfman (Rio de Janeiro, 20 januari 1976) is een Braziliaans componist en muzikant van voornamelijk filmmuziek.

## Biografie
Bromfman werd in Rio de Janeiro geboren en was op jonge leeftijd al bezig in de muziek. Hij ging studeren in Boston aan de Berklee College of Music. Na cum laude te zijn afgestudeerd, verhuisde hij naar Los Angeles, waar hij een filmmuziekstudie volgde aan de Universiteit van Californië. Hij begon zijn carrière als sessiemuzikant en muziekproducent. Ook componeerde hij muziek voor trailers en reclamefilms. Hij werkte meerdere malen samen met filmregisseur José Padilha, onder meer voor de film Tropa de Elite, het vervolg hierop en de remake RoboCop. In 2012 werkte hij mee aan het computerspel Max Payne 3 als medecomponist en muzikant. In 2015 componeerde hij voor Netflix de originele muziek van de televisieserie Narcos. In 2017 componeerde hij muziek voor de documentaire serie The Story of Us with Morgan Freeman van National Geographic Channel. In 2021 componeerde hij muziek voor het computerspel Far Cry 6.

## Filmografie
| Jaar | Titel                   | Opmerkingen                     |
| ---- | ----------------------- | ------------------------------- |
| 2006 | Between the Lines       |                                 |
| 2007 | Tropa de Elite          |                                 |
| 2008 | Alucinados              |                                 |
| 2010 | March of the Living     |                                 |
| 2010 | Tropa de Elite 2        |                                 |
| 2011 | Qualquer Gato Vira-Lata |                                 |
| 2014 | RoboCop                 |                                 |
| 2014 | Rio, I Love You         | originele titel: Rio, Eu Te Amo |
| 2014 | Blue Lips               |                                 |
| 2016 | Em Nome de Lei          |                                 |
| 2017 | Thumper                 |                                 |
| 2019 | The Blackout            |                                 |

## Overige producties

### Computerspellen
| Jaar | Titel                | Opmerkingen |
| ---- | -------------------- | ----------- |
| 2019 | Need for Speed: Heat |             |
| 2021 | Far Cry 6            |             |

### Televisieseries
| Jaar | Titel         | Opmerkingen |
| ---- | ------------- | ----------- |
| 2015 | Narcos        | 2015-2017   |
| 2016 | Paradise Inc. |             |

### Documentaires
| Jaar | Titel                      | Opmerkingen |
| ---- | -------------------------- | ----------- |
| 2007 | Dias de Luta               |             |
| 2008 | They Killed Sister Dorothy |             |
| 2010 | March of the Living        |             |
| 2012 | G-Dog                      |             |
| 2015 | Deep Web                   |             |
| 2018 | The Panama Papers          |             |

### Documentaire series
| Jaar | Titel                               | Opmerkingen |
| ---- | ----------------------------------- | ----------- |
| 2017 | The Story of Us with Morgan Freeman |             |
| 2018 | Chain of Command                    |             |

## Hitlijsten

### Albums
| Album met hitnotering(en) in de Vlaamse Ultratop 200 albums | Datum van verschijnen | Datum van binnenkomst | Hoogste positie | Aantal weken | Opmerkingen |
| ----------------------------------------------------------- | --------------------- | --------------------- | --------------- | ------------ | ----------- |
| Narcos                                                      | 2015                  | 12-09-2015            | 173             | 2            | soundtrack  |